# Pierre Merli
Pour les articles homonymes, voir Merli.
Pierre Merli, né le 6 février 1920 à Arezzo (Toscane) et mort le 3 novembre 2002 à Antibes (Alpes-Maritimes), est un homme politique français de centre-gauche.
Son action héroïque pour la défense de juifs pendant la Seconde Guerre mondiale lui vaut la distinction de Juste parmi les nations.

## Biographie
Responsable de l'Union démocratique et socialiste de la Résistance (UDSR) sous la Quatrième République, il devient maire d'Antibes en 1971 et sénateur (de 1980 à 1988). Il adhère en novembre 1976 au Parti radical. Il est député des Alpes-Maritimes de 1988 à 1997 en tant que radical valoisien.
Très proche de François Mitterrand, il est l'un de ses seuls amis à le tutoyer. Leur amitié ne se brise pas, en dépit de leurs divergences d'appréciation sur la stratégie d'Union de la gauche dans les années 1970. François Mitterrand interdit d'ailleurs expressément à la Fédération socialiste des Alpes-Maritimes de se réclamer de lui lorsque ses candidats doivent affronter Pierre Merli.
Il a été toutefois mis en examen en 1995 pour escroquerie immobilière et condamné en 1999.

## Distinctions honorifiques
- Commandeur de la Légion d'honneur
- Croix de guerre 1939-1945
- Médaille de la Résistance
- Chevalier de l'Ordre du Mérite combattant
- Commandeur de l'Ordre de la Couronne de Belgique
- Juste parmi les nations